# Ħaż-Żabbar
Ħaż-Żabbar, uttalas [ħɐzˈzɐbbɐr]) (engelska: Żabbar) är en stad och kommun i Malta, även känd som Città Hompesch. Den ligger på ön Malta cirka 7 km sydöst om huvudstaden Valletta.

## Kända personer från Żabbar
- Agatha Barbara (1923–2002), Maltas president 1982–1989